# 달빛 고향
《달빛 고향》은 한국방송공사 1TV 특집드라마이다.

## 제작진
- 극본 : 윤혁민
- 연출 : 황은진

## 출연진
- 김성겸
- 김애경
- 김인문
- 박칠용
- 변희봉
- 손현주
- 유병준
- 유순철
- 홍학표
- 장서희
- 정태우
- 황범식